# Andris Nelsons
Andris Nelsons (Riga, 18 de noviembre de 1978) es un director de orquesta letón. Desde 2014 es director musical de la Boston Symphony Orchestra y desde 2018 es el Gewandhauskapellmeister de la Orquesta de la Gewandhaus de Leipzig.

## Biografía
Andris Nelsons nació en Riga, Letonia, en 1978, dentro de una familia con tradición musical. Comenzó como trompetista en la Orquesta de la Ópera Nacional de Letonia. Después empezó a estudiar dirección de orquesta.
Ha sido director musical de la Ópera Nacional de Letonia, entre 2003 y 2007, y de la Filarmónica del Noroeste de Alemania en Herford, entre 2006 y 2009. En 2008 pasó a ser director titular de la Orquesta Sinfónica de la Ciudad de Birmingham, cargo que ocupa hasta el final de la temporada 2014-2015. Desde septiembre de 2014 es el director Musical de la Orquesta Sinfónica de Boston, por un periodo inicial de cinco años. Desde el inicio de la temporada 2017/18 asumirá también la dirección de la Gewandhausorchester de Leipzig.
Es invitado regular en el Royal Opera House Covent Garden (Londres), el Metropolitan Opera House de Nueva York y la Wiener Staatsoper, así como de la Orquesta Filarmónica de Berlín. Debutó en 2010 en el Festival de Bayreuth con Lohengrin, dirigiendo las reposiciones anuales de la obra hasta 2014. Se anunció que dirigiría Parsifal en la nueva producción de Uwe Eric Laufenberg con que se iba a abrir el festival en 2016, pero menos de un mes antes del estreno anunció su renuncia, alegando que la atmósfera de trabajo en el festival no era favorable para desarrollar su trabajo. Lo sustituyó Hartmut Haenchen.
En octubre de 2011 recibió el premio «Echo Klassik» de la Academia alemana en la categoría «Director del Año» por su grabación de 2010 de El pájaro de fuego y la Sinfonía de los Salmos de Stravinski. En mayo de 2012 se le concedió el premio «Diapasón de Oro» por su DVD con la Orquesta Real del Concertgebouw de Ámsterdam de un concierto en vivo del Festival de Lucerna de 2011, concedido por la revista musical francesa Diapason.
En 2016 ha firmado un contrato en exclusiva con Deutsche Grammophon, con quien realizará tres proyectos, que incluyen una serie de grabaciones de las sinfonías de Shostakóvich, con la Sinfónica de Boston, de las sinfonías de Bruckner con la Gewandhaus de Leipzig y de las sinfonías de Beethoven con la Filarmónica de Viena.

## Estilo musical
Considera a Mariss Jansons su principal profesor y su gran mentor, el que más ha influido en su visión de la música, y comenta sobre su visión de la dirección: 
"Jansons me ha enseñado que es muy importante saber la atmósfera que quieres crear con la música. No se trata sólo de tempo y dinámica, eso es secundario, lo más importante es lo que das a entender. Otra cosa que me enseñó es la gran disciplina que hay que tener antes de los ensayos, la preparación. Y el respeto a los músicos. Personalmente, no aguanto a la gente arrogante. Creo que en cualquier profesión que ejerzas, hagas lo que hagas, lo más importante es seguir siendo un hombre, y Mariss es un ejemplo de esto...También me enseñó que la dirección de orquesta tiene mucho que ver con la psicología: el director no toca ningún instrumento, sino que son los músicos de la orquesta los que están tocando, así que si no les gustas, ya puedes hacer lo que quieras que te van a ignorar, da igual lo famoso que seas. Si no encuentras esa química y la comunicación no fluye, estás perdido, no te van a seguir. Por otra parte, si consigues hacerle creer a la orquesta que aunque no esté de acuerdo contigo en todo, debería seguirte, puede producirse un milagro. Es algo místico, es magia."
Su forma de trabajar con los músicos es muy particular ya que en los ensayos emplea muchas metáforas, gestualiza e imita animales, o sus sonidos. Nelsons dice al respecto:
"Antes de llegar a la dirección de orquesta fui trompetista, y fue mi profesor de trompeta quien abrió mi imaginación a la música. Recuerdo que cuando no daba con la forma de hacer que algo sonase como debía ser, él me lo explicaba con imágenes: por ejemplo, para interpretar cierta pieza rusa me decía que imaginase que era un pájaro que empezaba a volar, y cuando lo hacía, de repente, todos los problemas técnicos quedaban resueltos. No me salía porque estaba demasiado centrado en resolverlos. En cuanto liberaba mi mente, imaginando esa sensación, desaparecían, y la pieza sonaba como debía ser. Tengo muchos ejemplos parecidos, y desde aquel momento he resuelto todos mis problemas técnicos del mismo modo, de forma que cuando me dirijo a la orquesta como director, pienso que tengo dos lenguajes: uno muy técnico y profesional (‘más corto, más largo, marcato, stacatto, legato, piu expressivo…’) que es muy importante, pero que no lo expresa todo siempre y por completo; y otro que uso cuando quiero conseguir un carácter o una atmósfera especiales. Si digo, por ejemplo, que los primeros acordes de la Tercera de Beethoven deben ser fuertes y cortos… esto no quiere decir nada, no significa nada. En cambio, si digo que son como una guillotina que funciona en tiempos de revolución, la orquesta lo entiende perfectamente. Creo que cuando trabajas con estas imágenes del lenguaje, eres capaz de profundizar en el significado de la pieza."
Tiene una forma extrovertida de dirigir en que emplea todo su cuerpo (tronco, cintura, manos) para hacer toda clase de gestos. Su técnica gestual es única por su expresividad. El director dice al respecto:
"Yo sólo tengo mis ojos, mis brazos, y por supuesto mi corazón, para hacer mi trabajo. Yo tengo que expresar el carácter de la música, el tempo, la dinámica, etc. sin un instrumento, e incluso sin palabras, y además de forma que los músicos comprendan enseguida lo que quiero decir. La verdad es que en el día a día soy bastante tímido, no tengo madera de líder; pero cuando dirijo, de alguna forma me olvido de mí y de repente no tengo miedo, dejo de ser tímido. A veces estoy nervioso, pero no de la forma en que lo estaría, si no supiese lo que tengo que hacer, porque sí que lo sé, es como si el compositor me lo estuviese diciendo al oído. Si estudias en profundidad un programa, cuando al final llega el momento del concierto, o incluso en los ensayos, este surge de forma espontánea e intuitiva. Creo que si estás pendiente del ritmo todo el rato, o estás intentando controlarlo todo, no va a funcionar. Bueno, quizá sí, sería otro modo de dirigir, pero no conseguiría que la música estuviese viva."

## Discografía
- Giacomo Puccini, Sor Angélica, con Kristine Opolais, Orquesta Sinfónica de la Radio del Oeste de Alemania, Orfeo, 2012.
- Richard Wagner, Lohengrin, con Klaus Florian Vogt, Annette Dasch, Jukka Rasilainen, Petra Lang, Georg Zeppenfeld y Samuel Youn, Coro y Orquesta del Festival de Bayreuth, grabado en directo durante los Festivales del 2011, Opus Arte, octubre de 2012 (DVD).
- Benjamin Britten, Requiem de Guerra, Orquesta y Coro Ciudad de Birmingham, Arthaus, 2012.
- Dmitri Shostakovich, Sinfonía n.º 7, Leningrado, Orquesta Sinfónica Ciudad de Birmingham, Orfeo, 2012.
- Antonin Dvorak, Sinfonía n.º 9, del Nuevo Mundo, Orquesta Sinfónica de la Radio de Baviera, BR Klassik, 2013.
- Johannes Brahms, Conciertos para piano n.º 1 y 2, Hèléne Grimaud (piano), Orquesta Filarmónica de Viena, DG, 2013.
- Richard Strauss, Así habló Zarathustra, Macbeth y Till Eulenspiegel, Royal Concertgebouw, RCO, 2014.
- Richard Wagner, El Holandés Errante, con Anja Kampe, Christopher Ventris, Jane Henschel, Russell Thomas y Terje Stensvold, Royal Concertgebouw, RCO, 2014.
- Richard Wagner y Jean Sibelius, Obertura de Tannhäuser y Sinfonía n.º 2, Orquesta Sinfónica de Boston, BSO Classics, 2014.
- Johannes Brahms, Serenata n.º 2, Rapsodia para contralto, coro y orquesta y Sinfonía n.º 2, Orquesta Sinfónica y Coro de la Radio de Baviera, Accentus, 2015 (DVD).